# Naufrágio da Barca Sétima da Cantareira
A Barca Sétima da Cantareira foi uma embarcação que naufragou na costa brasileira no dia 26 de outubro de 1915, ao colidir com uma pedra perto da Ilha de Mocanguê na Baía de Guanabara, no Rio de Janeiro com 328 alunos do Colégio Salesiano Santa Rosa a bordo.. O choque abriu um sulco de oito metros na quilha da barca e a água invadiu a embarcação causando pânico entre os alunos que foi agravado pelo pavor dos cavalos do batalhão escolar. 27 alunos e 1 professor, Octacílio Ascânio Nunes, perderam a vida sendo que o professor chegou a salvar muitas vítimas, mas ao final ele próprio não sobreviveu. O motivo do passeio foi uma solenidade no Palácio São Joaquim, presidida pelo Cardeal Arcoverde.